# Lobelia valida
Lobelia valida är en klockväxtart som beskrevs av Harriet Margaret Louisa Bolus. Lobelia valida ingår i släktet lobelior, och familjen klockväxter. Inga underarter finns listade i Catalogue of Life.

## Bildgalleri

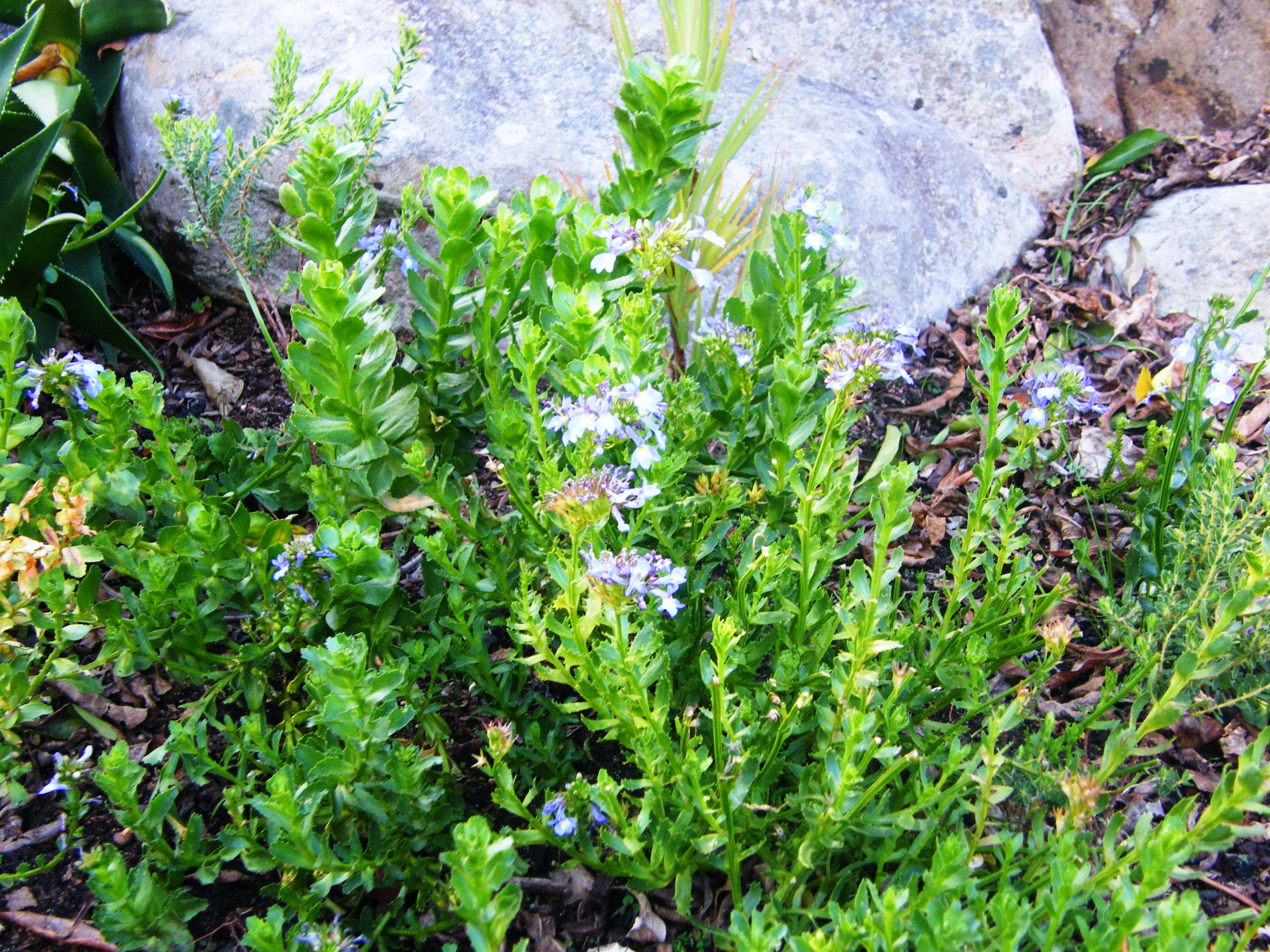